# Албер Собул
Албѐр Мариу̀с Собу̀л (на френски: Albert Marius Soboul) е френски историк. Роден e на 27 април 1914 г. в град Ами Муса в днешната област на град Гилизан, близо до Оран, тогава бивша френска колония Алжир.

## Образование
Неговите родители са семейство скромни колонисти, занимаващи се със земеделие. Произхождат от френския департамент Ардеш. Баща му умира няколко месеца след неговото раждане в първия месец на Първата световна война, т.е. през ноември 1914 г. Малкият Албер прекарва първите си години в град Алжир с майка си и сестра си Жизел. Когато майка му почива през 1922 г., Албер и Жизел отиват да живеят при леля си Мари във френския град Ним. Мари Собул е педагожка, директорка на т.нар. Педагогическия институт за девойки. Едно време тези реномирани институти са имали за цел да обучават бъдещите учителки. Днес все още градът Ним пази паметта на Мари Собул чрез основното училище, което се намира на улица на Бенедиктините № 1 и е назовано по нейното име. Албер Собул учи като пансионер в интерната на лицея на Ним, после в един от най-престижните парижки лицеи „Луи-ле-Гран“. От тези ученически години, Собул остава най-впечатлен от четенето на двама велики френски историци, особено реномирани заради техните книги за Великата френска революция, Жул Мишле (1798-1874 г.) и Албер Матие (1874-1932 г.). На 18 години, през 1932 г., Собул става член на Френската комунистическа партия.

## Кариера
През 1938 г. Собул издържа един от най-трудните изпити за учител във Франция, т.нар. „агрегация“. Веднага след това получава едногодишна стипендия, която му позволява да изследва Великата френска революция, след разочароващ контакт с медиевиста Марк Блок.
Следващата година избухва Втората световна война във Франция с инвазията на германската армия (май 1939 г.). Собул е мобилизиран като обикновен войник в конската артилерия. През 1940 г. Собул е съкрушен от поражението и отстъплението без бой. Избягва от северна до югозападна Франция с 6 коня и една батарея. След демобилизацията Собул е назначен за учител в лицея Жофр в град Монпелие. Вследствие на патриотичната демонстрация от 14 юли 1942 г. (14 юли бидейки денят на френския национален празник от 1880 г.), Собул е арестуван и уволнен от учителската му длъжност. След това се занимава две години с най-различни занаяти.
При освобождението на Франция през 1944 г. става отново учител, но този път в Париж: първо в лицея Марселен-Бертело (на френски: Marcellin-Berthelot), после в лицея Анри IV (на френски: Henri-IV), който се намира близо до Пантеона, в центъра на Латинския квартал. От 1946 г. до 1948 г. Собул е в безплатен отпуск. След този период отново става учител в лицея Анри IV.
От октомври 1950 г. до октомври 1953 г. става аташе в Националния център за научни изследвания (на френски: C.N.R.S., Centre national de la Recherche scientifique). След това пак заема учителско място в парижкия лицей Жансон де Сайи, а после отново в лицея Анри IV. На 29 ноември 1958 г. защитава докторска дисертация.
На 28 септември 1960 г. Албер Собул влиза в сферата на висшето образование като временен преподавател във филологическия факултет в град Клермон Феран.
Албер Собул посвещава живота си на изследването на Великата Френска революция от 1789-1799 г. и Наполеон. Почива във френския град Ним на 11 септември 1982 г.
По неговото често изразявано мнение Великата френска революция „открива ерата на съвременния свят“.

## Творчество
Сред неговите най-известни книги са „Парижките санкюлоти през II г.“ (1958) и „Помагало за историята на френската революция“ (1962).